# Xylia
Genre
Xylia est un genre de plantes à fleurs dicotylédones de la famille des Fabaceae, sous-famille des Mimosoideae, originaire des régions tropicales d'Afrique et d'Asie, qui comprend neuf espèces acceptées. 
Ce sont des arbres au bois dur, dont certaines espèces fournissent des bois d'œuvre appréciés. C'est le cas par exemple de Xylia xylocarpa dont le bois est utilisé pour des travaux de construction lourde tels que les ponts, les traverses de chemin de fer, les poteaux de mine, ainsi que dans la construction générale.

## Liste d'espèces
Selon The Plant List (21 septembre 2018) :
- Xylia africana Harms
- Xylia evansii Hutch.
- Xylia fraterna (Vatke) Drake
- Xylia ghesquierei Robyns
- Xylia hoffmannii (Vatke) Drake
- Xylia mendoncae Torre
- Xylia schliebenii Harms
- Xylia torreana Brenan
- Xylia xylocarpa (Roxb.) Taub.